# Kourtney Kardashian
Kourtney Mary Kardashian Barker (de soltera Kardashian; Los Ángeles, California; 18 de abril de 1979) es una personalidad televisiva y socialite estadounidense. En 2007, ella y su familia comenzaron a protagonizar el programa de telerrealidad Keeping Up with the Kardashians. Su éxito llevó a la creación de spin-offs como Kourtney and Kim Take Miami y Kourtney and Kim Take New York. Después de que ella y su familia tomaron la decisión de terminar su programa después de 20 temporadas en 2021, comenzaron a aparecer en un nuevo programa titulado The Kardashians en Hulu en 2022.
Con sus hermanas Kim y Khloé, Kardashian participa en las industrias minorista y de la moda. Lanzaron varias colecciones de ropa y fragancias y, además, lanzaron el libro Kardashian Konfidential en 2010. Kourtney lanzó su propio sitio web llamado Poosh a principios de 2019.  
Kardashian y sus hermanas son populares en las redes sociales y promocionan productos como pantalones para adelgazar la cintura, productos de belleza, Coca-Cola y medicamentos recetados, por los que se les paga (a partir de 2016) entre 75.000 y 300.000 dólares por publicación en Instagram, Facebook, y Twitter.

## Primeros años
Kourtney Kardashian nació en Los Ángeles. Es la hija primogénita del abogado Robert Kardashian y Kris Jenner. Su padre es descendiente de armenios que emigraron a Los Ángeles poco antes del genocidio. Su madre de ascendencia irlandesa, inglesa, escocesa y neerlandesa.
Tiene dos hermanas y un hermano: Kim, Khloé y Rob Kardashian, y dos medio hermanas por parte de su madre Kris, Kendall Jenner y Kylie Jenner.
Asistió a la escuela católica de niñas Marymount. Después de su graduación, se trasladó a Dallas; allí asistió a la Southern Methodist University durante dos años. Después se mudó a Tucson, Arizona, y asistió a la Universidad de Arizona, donde se graduó en artes escénicas. Allí es donde aprendió a hablar el español. En su clase se encontraba Nicole Richie y Luke Walton. En el año 1994 su padre Robert Kardashian recibió mucha atención publica al ser el abogado del caso del Juicio por asesinato de O J Simpson

## Carrera
Kourt se dio a conocer por primera vez en las audiencias de televisión de la realidad de la serie de 2005, Filthy Rich: Cattle Drive, donó el dinero que generó con este programa a la caridad.. En febrero de 2007 se filtró el vídeo sexual de su hermana Kim y su exnovio Ray-J en 2003, lo que contribuyó en gran medida a su prominencia. Más adelante ese mismo año su madre Kris, su padrastro Bruce y todas sus hermanas y hermano comenzaron a grabar el programa que protagonizaron hasta junio de 2021.
Kourtney y su madre abrieron tiendas de ropa para niños llamadas de Smooch en el área de Los Ángeles y en la ciudad de Nueva York; las boutiques llevan la marca Crib Rock Couture. Con sus hermanas Kim y Khloe Kardashian fue copropietaria de Dash, Los Ángeles, Nueva York, Miami y una tienda Pop-up  en los Hamptons.
En primavera de 2010, Kourtney y sus hermanas lanzaron una línea de ropa para bebés. En agosto de 2010, Kourtney anunció que sus hermanas y ella estaban trabajando en otra línea de ropa llamada K-Dash, vendida en QVC. Las Kardashian crearon un bronceador llamado Kardashian Glamour Tan en 2010. 
En 2010, junto con sus hermanas Kim y Khloé Kardashian escribieron su autobiografía, Kardashian Konfidential.
Kourtney, Kim y Khloe son portavoces del complemento dietético Quick Trim, para bajar de peso. En marzo de 2012 las tres hermanas fueron nombradas en una demanda colectiva de $5 millones contra QuickTrim.
El 5 de marzo de 2019 lanzó su propia página web, llamada Poosh, se trata de un portal de estilo de vida saludable personal y belleza. También trata experiencias personales y familiares. Existe también la opción de compra de productos que la propia Kourtney recomienda. La web es completamente gratuita.

## Vida personal

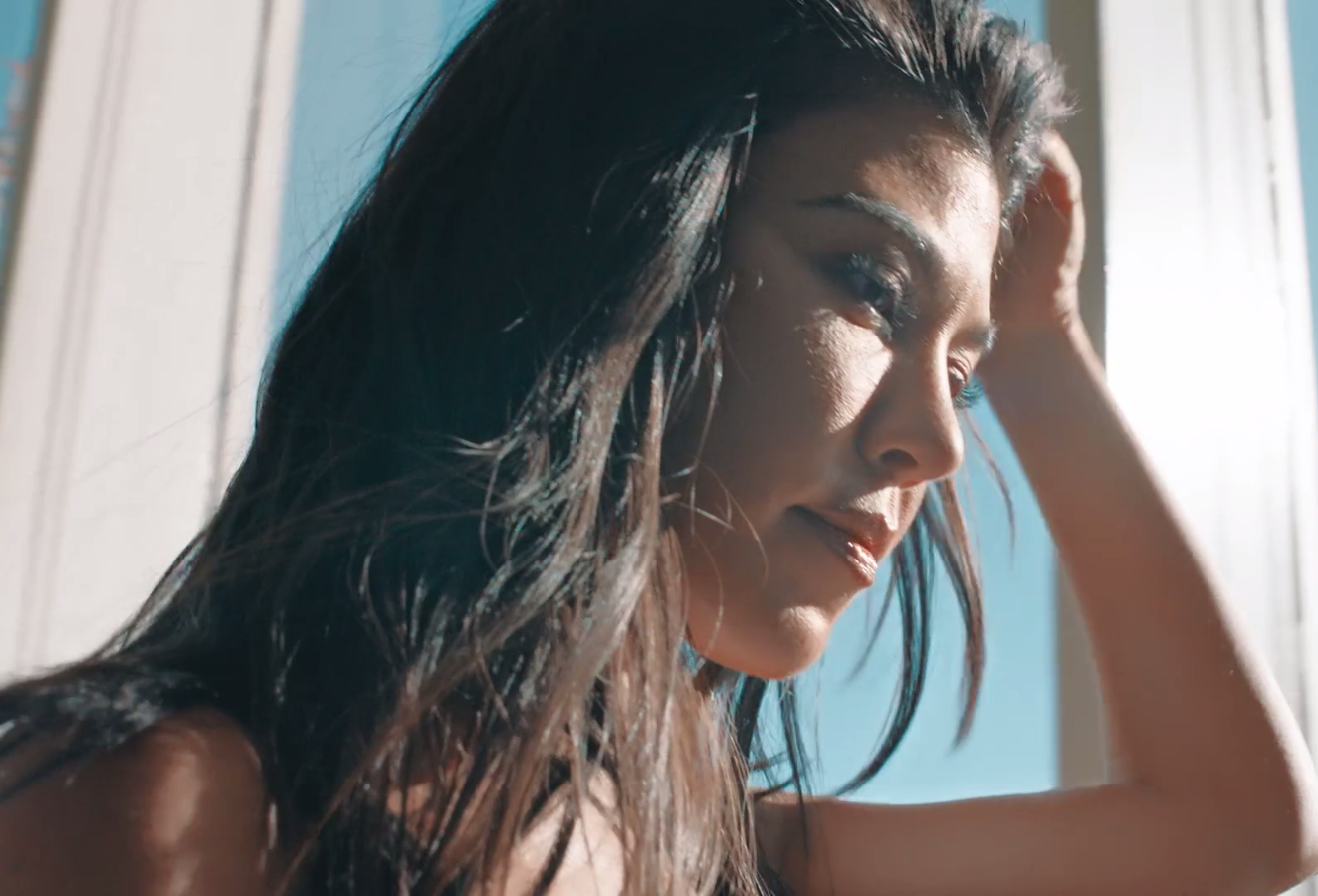
Kourtney en 2018.

Comenzó a salir con Scott Disick en 2006 cuando los presentó su amigo Joe Francis en su casa de México. La pareja tuvo una relación intermitente durante todo el rodaje del programa. El 14 de diciembre de 2009 nació su primer hijo, Mason Dash Disick. El nacimiento de Mason, que fue asistido por el médico de Beverly Hills Paul Crane, fue grabado y transmitido en la cuarta temporada de Keeping Up with the Kardashians.
A principios de 2010, la pareja se mudó temporalmente a Miami con su hijo y la hermana de Kourtney, Kim. Durante ese tiempo Kourtney creía que Disick tenía problemas de alcohol. Después de asistir a terapia y dejar el alcohol temporalmente Scott y Kourtney se reconciliaron y continuaron su relación a mediados de 2010.
En 2011, durante el episodio final de la primera temporada de Kourtney and Kim Take New York, Disick le compró un anillo de compromiso y planeó proponerle matrimonio a Kourtney durante una cena en Nueva York. Sin embargo, cuando Disick le preguntó a Kourtney sobre el matrimonio, ella le respondió: "Si las cosas son tan buenas ahora... ¿por que querríamos cambiar eso?" Por lo que finalmente no se lo propuso.
El 8 de julio de 2012, Kourtney dio a luz a su segunda hija; Penelope Scotland Disick.
En junio de 2014, se anunció que la pareja estaba esperando su tercer hijo. El 14 de diciembre de 2014, Kourtney dio a luz a Reign Aston Disick. El 6 de julio de 2015, la revista E! News informó que la pareja se había separado debido a los problemas de Disick con el alcohol y sus salidas a fiestas.
Desde mediados de 2017 a mediados de 2019 estuvo saliendo con el modelo Younes Bendjima. 
En octubre de 2019, Kardashian y sus hijos fueron bautizados en una ceremonia Apostólica armenia en la Catedral de Echmiadzin en Vagharshapat, Armenia. Durante la ceremonia fue bautizada con el nombre armenio Gayane.
En octubre de 2020, Kourtney publicó unos mensajes y retuits en apoyo a Armenia y Artsakh con respecto a la guerra de Nagorno-karabakh.
Actualmente está casada con el baterista de Blink-182, Travis Barker. El 17 de octubre de 2021, se comprometieron en Montecito. El 4 de abril de 2022, tuvieron una boda simbólica en una capilla en Las Vegas. El 15 de mayo de 2022, se casaron de forma legal en Santa Bárbara (California); con una ceremonia de boda religiosa en Portofino, el 22 de mayo de ese año. El 17 de junio de 2023, anunció durante un concierto de Blink-182; que estaba embarazada. Su hijo Rocky Thirteen Barker, nació el 1 de noviembre de 2023. Antes de quedar embarazada de forma natural de su hijo, pasó por cinco ciclos fallidos de Fecundación in vitro.

## Televisión

### Actriz de televisión
- 2011: One Life to Live - Kassandra Kavanaugh (1 episodio)

### Programas
- 2005: Filthy Rich: Cattle Drive
- 2007-2021: Keeping Up with the Kardashians
- 2009-2010: Kourtney and Khloé Take Miami
- 2011-2012: Kourtney and Kim Take New York
- 2011-2012: Khloé & Lamar - 4 episodios
- 2013: Kourtney and Kim Take Miami
- 2014-2015: Kourtney and Khloé Take The Hamptons
- 2015: I Am Cait - 2 episodios
- 2015: Dash Dolls - Productora ejecutiva, rol recurrente
- 2019: Flip it like Disick - Aparición episódica
- 2022: The Kardashians

### Películas
- 2021: He's All That - Jessica Miles Torres

## Libros
- Kourtney, Kim Kardashian, Khloé Kardashian - Kardashian Konfidential (2010)